# Robert Baloucoune
Pas d'image ? Cliquez ici

a Compétitions nationales et continentales officielles uniquement.

b Matchs officiels uniquement.
Dernière mise à jour le 6 mars 2025.
Robert Baloucoune, né le 19 août 1997 à Enniskillen (Irlande du Nord), est un joueur international irlandais de rugby à XV jouant au poste d'ailier à l'Ulster Rugby.

## Biographie

### Jeunesse et formation
Robert Baloucoune naît le 19 août 1997 à Enniskillen en Irlande du Nord. Son père est d'origine sénégalaise. Baloucoune étudie à la Portora Royal School. Après avoir pratiqué le football, il découvre le rugby à l'âge de 15 ans. Il représente l'Enniskillen RFC à l'Ulster Towns Cup, jouant lors de la finale de l'édition 2017 perdue face au Ballynahinch RFC.

### Carrière en club
Il fait ses débuts avec l'Ulster Rugby le 26 octobre 2018 contre les Dragons en Pro14. Le 27 décembre 2018, lors d'un match contre le Munster, Baloucoune reçoit le carton jaune le plus rapide du monde après seulement cinq secondes de jeu pour un plaquage dans les airs sur Darren Sweetnam. Le 12 janvier 2019, il fait ses débuts en Coupe d'Europe face au Racing 92, inscrivant un essai lors d'une victoire 27-22.
Le 9 avril 2022, il inscrit trois essais face au Stade toulousain en Coupe d'Europe. Deux jours plus tard, il prolonge son contrat le liant à l'Ulster jusqu'en 2025.

### Carrière internationale
En 2018, il participe à la Coupe du monde de rugby à sept 2018 disputée à San Francisco. Il participe la même année à la conquête du titre de Champion d'Europe de rugby à sept pour la première fois de l'histoire de l'Irlande.
En juin 2021, Baloucoune est convoqué en équipe d'Irlande à XV par Andy Farrell pour la tournée d'été. Il honore sa première sélection en équipe d'Irlande à XV le 10 juillet 2021 face aux États-Unis, match durant lequel il inscrit un essai.

## Palmarès
- Ulster
  - Finaliste du Pro14 en 2020